# Спутниковый мониторинг посевов
Спутниковый мониторинг посевов — технология онлайн наблюдения за изменениями индекса вегетации, полученных с помощью спектрального анализа спутниковых снимков высокого разрешения, на отдельных полях или для отдельных сельскохозяйственных культур; которое позволяет отслеживать позитивные и негативные динамики развития растений. Разница в динамике индекса вегетации сообщает о диспропорциях в развитии в пределах одной культуры или поля, что свидетельствует о необходимости проведения дополнительных сельскохозяйственных работ на отдельных участках — потому технологию относят к методикам точного земледелия.
Особенностью данной технологии является то, что она позволяет в режиме реального времени наблюдать за состоянием посевов на большой территории или даже полях, находящихся на расстоянии, в разных областях, регионах, странах, на разных континентах; а также возможность формировать обширную статистическую базу для сравнений на основе исторических данных мониторинга. Существенным преимуществом также является высокий уровень автоматизации процессов наблюдения за посевами и его интерпретация в понятную для широкого круга пользователей интерактивную карту.
Технологию спутникового мониторинга посевов используют :
- агрономы и менеджмент агрокомпаний (контроль за всходом и развитием посевов, прогноз урожайности, оптимизация управленческих решений);
- собственники бизнеса (оценка состояния и перспектив бизнеса, принятие решение о дополнительных капиталовложениях, принятие управленческих решений);
- инвесторы и аналитики (оценка инвестиционного потенциала, принятие инвестиционных решений, создание и корректировка прогнозов);
- страховые брокеры (сбор и контроль информации, проверка предоставленных клиентами данных, расчет тарифной сетки и размера страховых выплат);[2]
- производители сельскохозяйственной техники (интеграция с бортовыми компьютерами техники, расширение функционала);
- государственные и отраслевые институции, занимающиеся проблематикой сельского хозяйства и решением вопросов продовольственной и экологической безопасности[3][4].